# رين إدواردز

رين إدواردز هي ممثلة أمريكية ولدت في 1 ديسمبر 1996.

## روابط خارجية
- رين إدواردز على موقع IMDb (الإنجليزية)
- رين إدواردز على موقع ميتاكريتيك (الإنجليزية)
- رين إدواردز على موقع روتن توميتوز (الإنجليزية)
- رين إدواردز على موقع قاعدة بيانات الأفلام العربية
- رين إدواردز على موقع ألو سيني (الفرنسية)
- رين إدواردز على موقع ميوزك برينز (الإنجليزية)
- رين إدواردز على موقع أول موفي (الإنجليزية)
- رين إدواردز على موقع قاعدة بيانات الفيلم (الإنجليزية)
- رين إدواردز على موقع كينوبويسك (الروسية)